# Kanton Drancy
Kanton Drancy is een kanton van het Franse departement Seine-Saint-Denis. Kanton Drancy maakt deel uit van het arrondissement Bobigny en telt 34.736 inwoners (1999).

## Geschiedenis
Op 22 maart 2015 werd het aangrenzende kanton Le Bourget opgeheven en werd het deel van de gemeenten Drancy dat van dit kanton deel had uitgemaakt overgeheveld naar het kanton Drancy. Een ander, kleiner deel van Drancy werd overgeheveld naar het kanton Le Blanc-Mesnil. Op 1 januari 2017 werd de gemeente Drancy overgeheveld van het arrondissement Bobigny naar het arrondissement Le Raincy.

## Gemeenten
Het kanton Drancy omvat de volgende gemeente:
- Drancy (deels)